# Bataille de Noirmoutier (12 octobre 1793)
Pour les articles homonymes, voir Bataille de Noirmoutier.
Guerre de Vendée
Batailles
La deuxième bataille de Noirmoutier se déroule le 12 octobre 1793 lors de la guerre de Vendée. Elle s'achève par la victoire des Vendéens qui s'emparent de l'île de Noirmoutier.

## Prélude
Au début du mois d'octobre 1793, l'armée d'Anjou et du Haut-Poitou est en difficulté dans les environs de Cholet. Le généralissime d'Elbée et le général Bonchamps envoient plusieurs courriers à Charette pour lui demander d'attaquer l'Armée de Mayence sur ses arrières, mais ils n'obtiennent aucune réponse.
Charette ignore ou ne reçoit pas ces appels à l'aide. Après son échec du 30 septembre, il décide de lancer une nouvelle attaque contre l'île de Noirmoutier. Le 9 octobre, il rassemble ses troupes à Legé, puis il se porte en direction de Machecoul, avant de gagner l'île de Bouin dans la nuit du 11 au 12 octobre. Après son départ, Legé est occupée par une colonne républicaine de 3 000 hommes commandée par le général Haxo,,.

## Forces en présence
Les effectifs des belligérants sont mal connus. Du côté des Vendéens, Charette est à la tête de 3 000 hommes d'après Le Bouvier-Desmortiers et les sources royalistes. Dans ses mémoires, François Piet, alors officier dans l'armée républicaine et juge de paix du canton de Noirmoutier dans les années 1830, parle de 10 000 hommes,. Legrand, avoué de Paris, évoque 15 000 à 20 000 assaillants dans un « mémoire pour la veuve et les enfants de Wieland », adressé à l'an VI au ministre de la guerre,.
Du côté des républicains, le général Beysser laisse en avril à Noirmoutier une garnison de 200 hommes sous les ordres du chef de bataillon Jean-Conrad Wieland. Peu après, il demande 200 hommes supplémentaires, mais il n'est pas certain que la garnison ait été renforcée. Une compagnie de 60 canonniers avaient également été formée en avril par Beysser et placée sous le commandement d'un négociant de l'île, François Richer. Ce dernier avait demandé en mai la formation d'une deuxième compagnie, nécessaire selon lui pour servir efficacement les sept batteries de Noirmoutier. Le royaliste Le Bouvier-Desmortiers porte quant à lui le nombre des républicains à 800 au moment de l'attaque des troupes de Charette,. Le gros des troupes est constitué du 5e bataillon de volontaires de la Manche,,.

## Déroulement

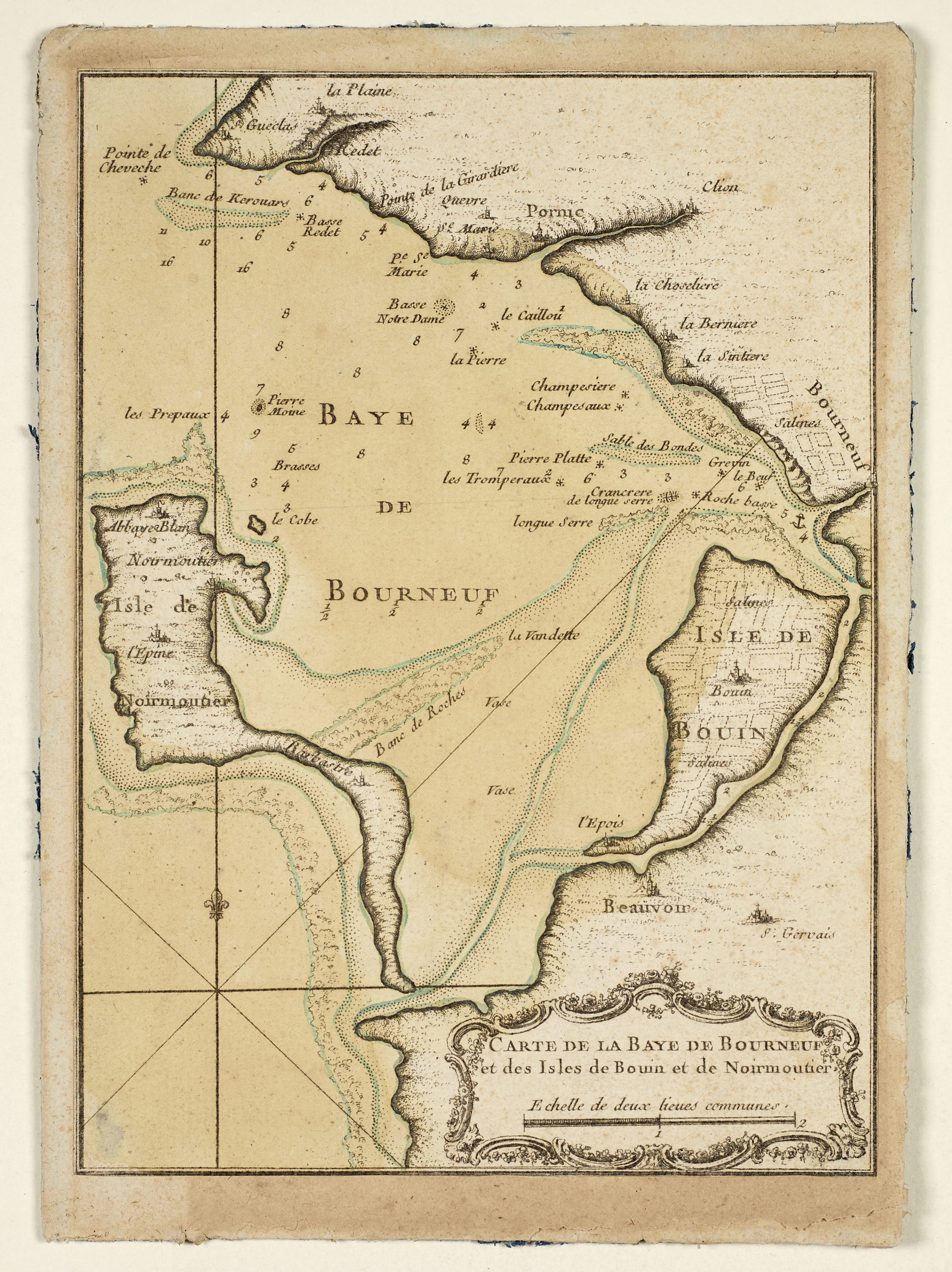
Carte de la baie de Bourgneuf ainsi que des îles de Noirmoutier et de Bouin, 1764, musée de Bretagne.

Après avoir campé à Bouin, les Vendéens s'engagent sur le passage du Gois dans la nuit du 11 au 12 octobre, à 1 ou 2 heures du matin,. Charette décide cette fois de s'engager à la marée montante afin que ses troupes n'aient pas la possibilité de reculer,. Pour ne pas s'égarer, il suit probablement la chaussée naturelle, balisée quelques mois plus tôt.
Vers une heure du matin, les Vendéens abordent l'île sans encombre et prennent d'assaut la batterie de La Bassotière, qui couvre l'entrée du passage du Gois. François Richer, le commandant de la garde nationale, y trouve la mort,. Selon Le Bouvier-Desmortiers, il est abattu par Charette lui-même, d'un coup de carabine,. Les autres batteries sont ensuite conquises, probablement avec l'aide des habitants de Barbâtre, et au petit matin, tout le sud de l'île est aux mains des Vendéens,. 
Pendant ce temps, au nord de l'île, dans la ville de Noirmoutier-en-l'Île, le commandant Wieland gagne le port de la Chaise, où il organise l'embarquement et l'évacuation vers Nantes de sa femme et de ses enfants,. Cependant, les républicains pensent qu'il tente de s'enfuir, ce qui provoque un mouvement de panique. Certains fuyards se jettent sur toutes les barques disponibles et prennent le large. Wieland regagne alors la ville et s'enferme à l'intérieur du château avec ses troupes,.
Les Vendéens font ensuite leur apparition et s'emparent de la ville sans rencontrer de résistance. Impressionné par le nombre de ses adversaires, un détachement d'une centaine de volontaires du 5e bataillon de la Manche avec deux canons prend la fuite sans combattre. Les Vendéens pillent les boutiques et les maisons des patriotes et selon les mémoires de François Piet, les malades républicains trouvés dans l'hôpital de Noirmoutier sont massacrés,,.
Encerclé dans le château, sans réserves de vivres et de munitions, le commandant Wieland capitule,. D'après Le Bouvier-Desmortiers, Charette impose une reddition en six points,. Les républicains livrent l'île et remettent leurs armes, leurs canons et leurs navires. La garnison est prisonnière de guerre et est enfermée dans le château,. Wieland remet son sabre à Charette, qui le lui rend,,.

## Conséquences
Charette reste trois jours à Noirmoutier, où il forme une administration royaliste. René de Tinguy est nommé gouverneur de l'île, avec pour second Dubois de la Guignardière. Alexandre Pineau du Pavillon est nommé commandant de la garnison et Louis François Lefebvre commandant de la flottille, constituée des navires trouvés à Noirmoutier.
Le 15 octobre, Charette laisse environ 1 500 hommes à Noirmoutier et regagne Bouin avec un nombre à peu près égal de combattants,. Il quitte Bouin le 16 ou le 17 octobre et y laisse les prisonniers républicains sous la garde d'un de ses officiers, François Pajot. Malgré la capitulation, ce dernier en fait exécuter au moins deux cents les 17 et 18 octobre. 
Vers fin octobre ou début novembre 1793, Maurice d'Elbée, l'ancien généralissime de l'Armée catholique et royale, grièvement blessé à la bataille de Cholet et escorté par une troupe commandée par Pierre Cathelineau, rencontre Charette à Touvois,. Sur les conseils de ce dernier, d'Elbée part trouver refuge à l'île de Noirmoutier, qu'il atteint le 2 ou le 3 novembre.

L'état-major de l'Armée de l'Ouest, commandée par le général Jean Léchelle, est informé de la perte de Noirmoutier le 13 octobre. Le général Kléber écrit dans ses mémoires : 

« Pendant que nous étions ainsi rassemblés, les représentants du peuple reçurent l'avis que les Brigands s'étaient emparés de l'île de Noirmoutier ; tout le monde fut alarmé de cet événement, parce qu'on craignait que, communiquant librement avec les Anglais, les Rebelles n'en tirassent des secours qui pourraient nous devenir très préjudiciables. Léchelle ne proféra pas un mot, mais, fatigué d'en entendre parler, il demanda : « Qu'est-ce donc que ce Noirmoutier? où est cela? » On lui répondit que c'était une île. « Ah! oui, oui, dit-il, une île, une île » ; et, honteux d'en demander davantage, il n'en fut pas plus instruit. »

À Paris, la nouvelle de la prise de l'île de Noirmoutier provoque l'inquiétude du Comité de Salut public, qui craint qu'elle ne permette aux Vendéens de recevoir l'aide des Britanniques. Le 18 octobre, le conseil exécutif reçoit un arrêté signé de Barère, Prieur de la Côte d'Or, Collot d'Herbois, Billaud-Varenne, Robespierre et Hérault de Séchelles lui donnant l'ordre de « prendre toutes les mesures nécessaires pour faire attaquer le plus tôt possible l'île de Noirmoutier, en chasser les brigands et en assurer la possession à la République ». Le 21 octobre, le Comité de Salut public enjoint aux représentants en mission Prieur de la Marne et Jeanbon Saint-André de « reprendre l'île ou de l'engloutir dans la mer »,,.